# 紫色澳洲鰻鯰
紫色澳洲鰻鯰，為輻鰭魚綱鯰形目鰻鯰科的其中一種，分布於澳洲淡水水域，體長可達50公分，棲息在沙石底質、植被生長、水流緩慢的溪流、水庫、池塘，為底棲性魚類，屬肉食性，具有毒棘，會造成創傷，生活習性不明。